# Turdidae
I turdidi (Turdidae Rafinesque, 1815) sono una famiglia di uccelli dell'ordine dei passeriformi.

## Descrizione
Sono uccelli di medie dimensioni (lunghezza totale compresa fra 11,5 e 33 cm); il becco, robusto e lievemente incurvato, talvolta provvisto di un piccolo uncino, presenta alla base solo piccole e scarse setole. Le zampe sono rivestite di piastre cornee che non formano scudi, e sono di solito più robuste e lunghe di quelle delle specie affini, in rapporto al fatto che la loro vita si svolge sul terreno e non sugli alberi. Le ali sono costituite da 10 remiganti primarie, e sono abbastanza rotonde fuorché nei veri migratori; la coda è formata da 12 timoniere. La colorazione e il disegno del piumaggio sono molto variabili, e non vi sono regole costanti per quanto concerne il dimorfismo sessuale. Quasi sempre la livrea giovanile è macchiettata di chiaro su fondo scuro. Al contrario dei Silviidi presentano una sola muta annuale.

## Distribuzione e habitat
I Turdidi hanno un'amplissima diffusione su tutto il globo, e si possono davvero considerare cosmopoliti poiché si sono spinti persino sulle isole più remote. Mancano solo nei più lontani distretti insulari e nell'Antartide.
Benché la maggior parte dei turdidi sosti anche sugli alberi, questi uccelli sono prevalentemente terricoli. Risiedono nei più diversi territori, dalla macchia mediterranea al deserto e dalla tundra alla foresta tropicale umida, ma i loro ambienti preferiti sono costituiti da regioni ove si alternano boschetti, distese di cespugli, radure e prati.

## Evoluzione
È da presumere che l'origine dei turdidi sia da ricercare nel Vecchio Mondo, dove essi hanno raggiunto il massimo polimorfismo, e quindi nelle regioni più settentrionali. Il continente africano si deve invece considerare un centro di irraggiamento, almeno per alcune specie. Il Nuovo Mondo è stato infine popolato probabilmente da migratori giunti dall'Eurasia almeno in tre successive ondate.

## Biologia
Di solito hanno un'alimentazione mista, costituita da frutti e bacche, ma soprattutto da insetti, larve, lumache e vermi. Sono in genere degli ottimi cantori. Covano entro nidi a forma di coppa, posti sugli alberi o sui cespugli, ma anche sul terreno oppure in fenditure rocciose; le uova (3-6 per covata) sono monocromatiche o screziate di scuro su fondo chiaro. Nei paesi caldi sono stanziali, ma molti esemplari originari di distretti settentrionali compiono spostamenti assai ampi, rivelandosi migratori più o meno spiccati.

## Tassonomia

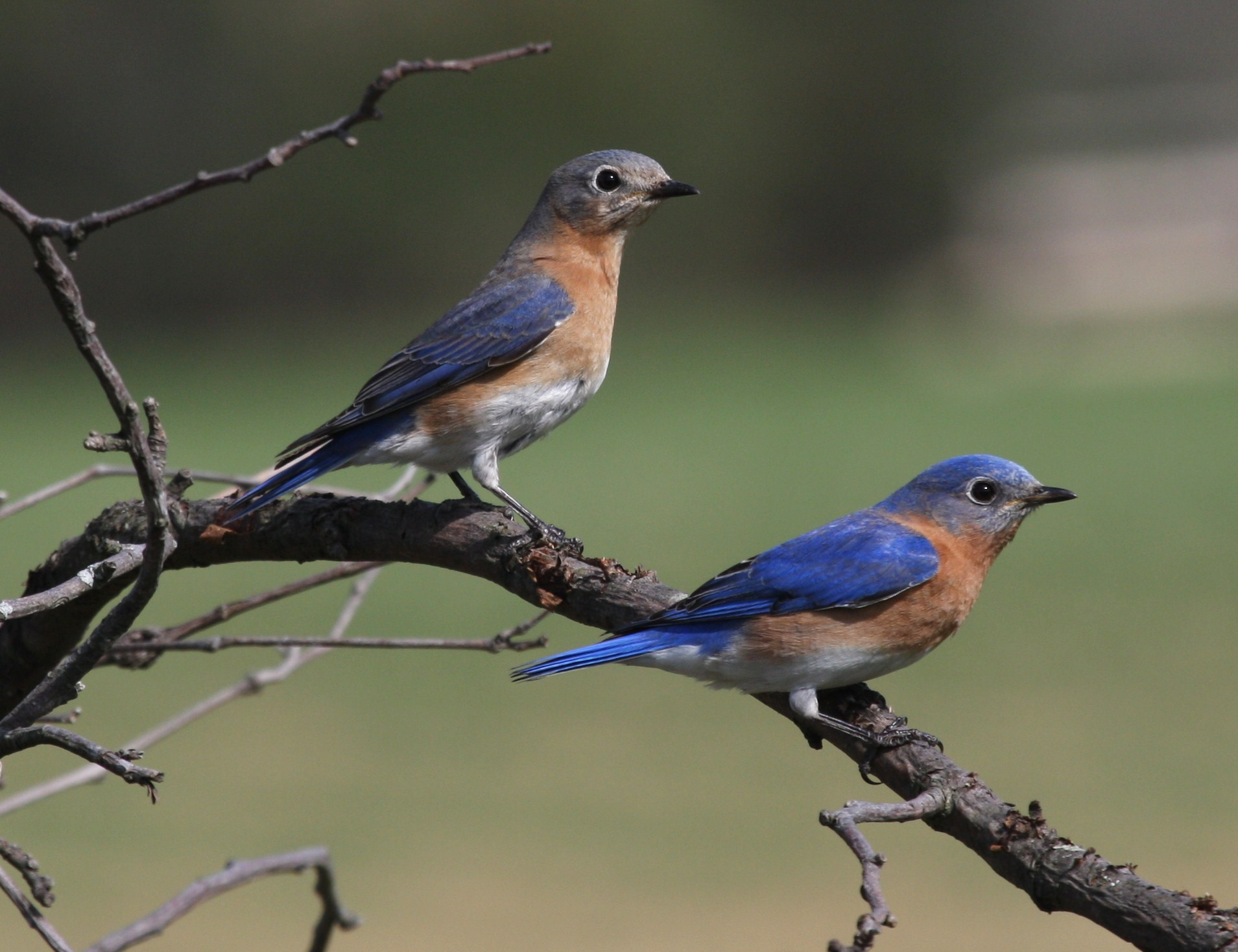
Azzurrino orientale
Sialia sialis

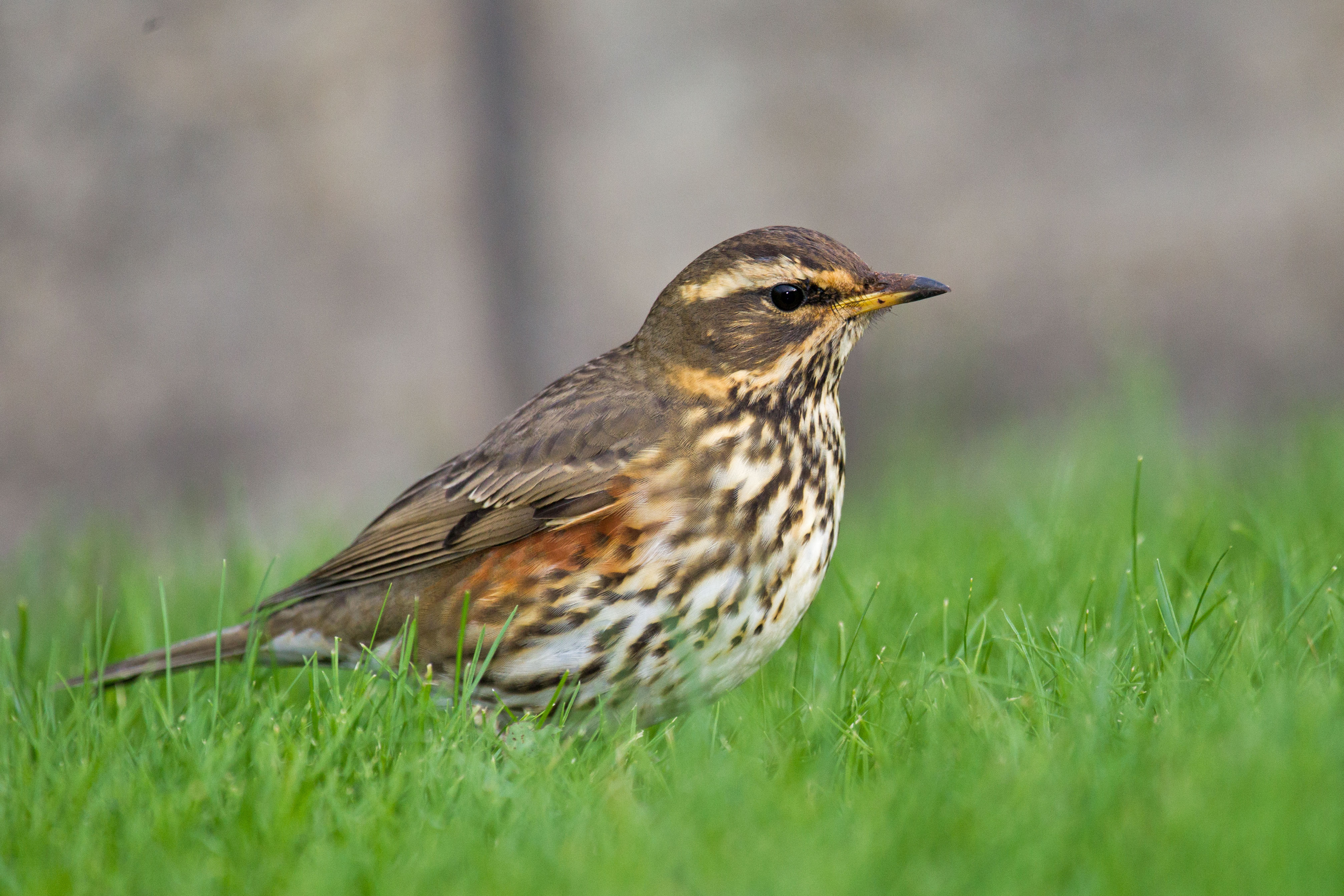
Tordo sassello
Turdus iliacus

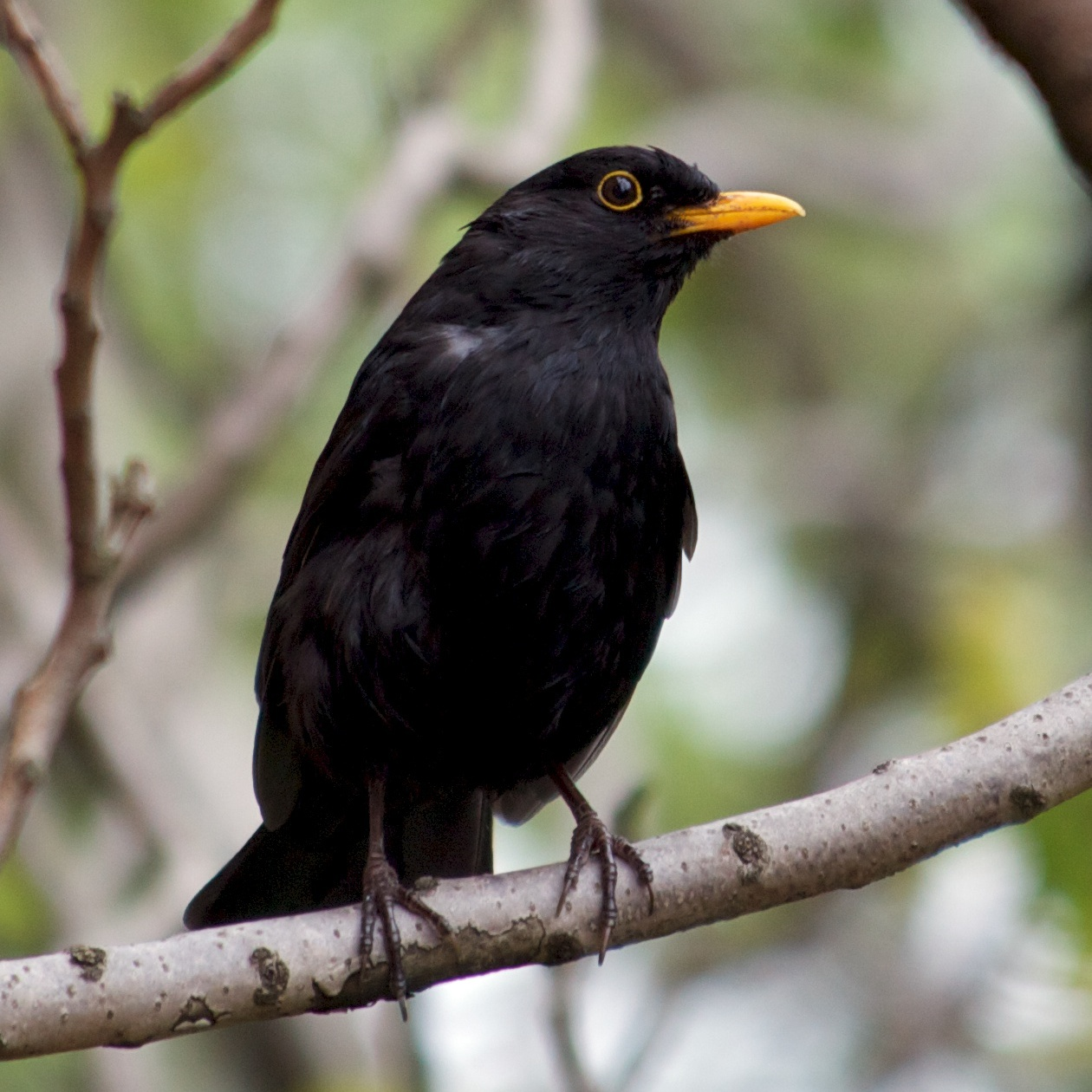
Merlo comune
Turdus merula

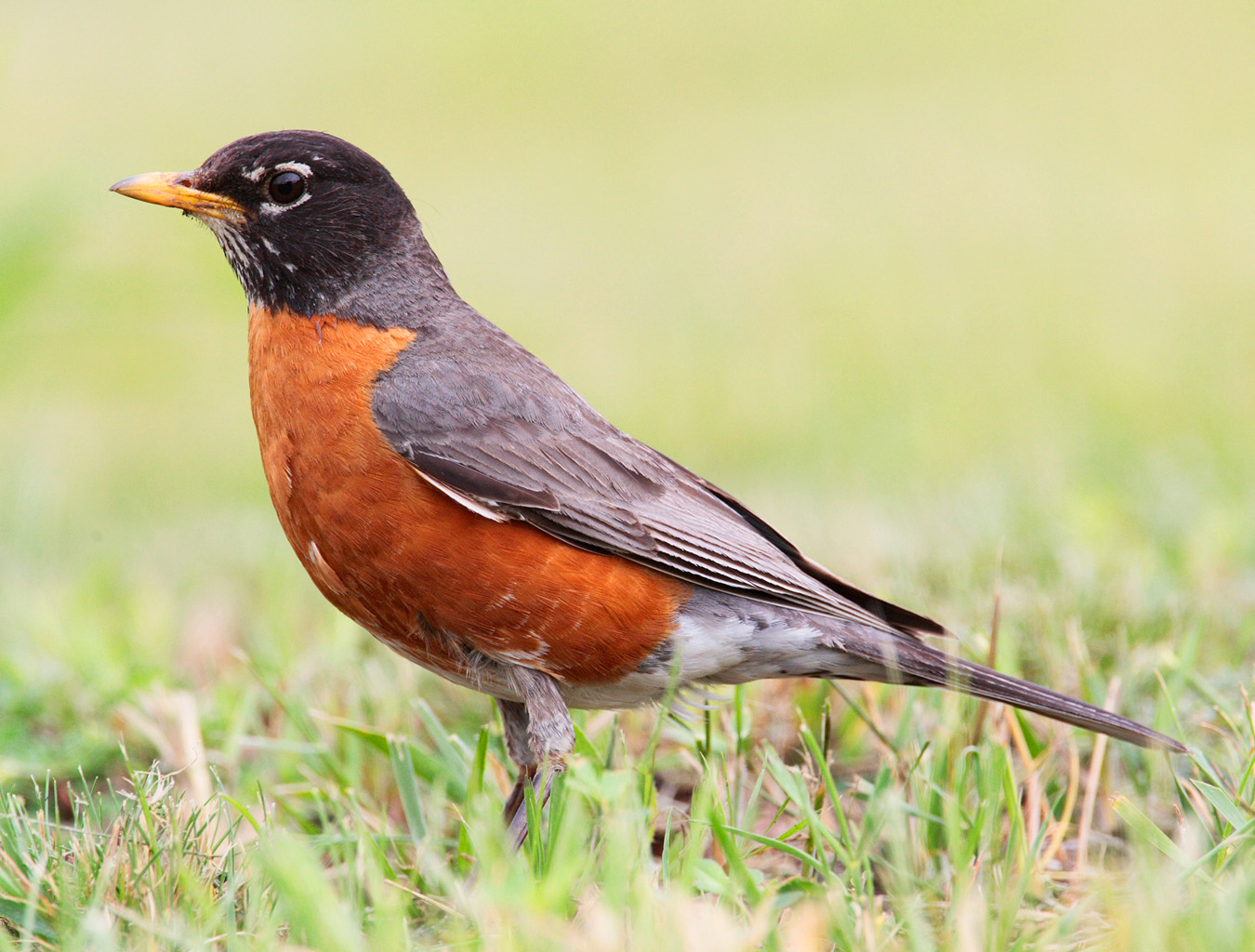
Pettirosso americano
Turdus migratorius

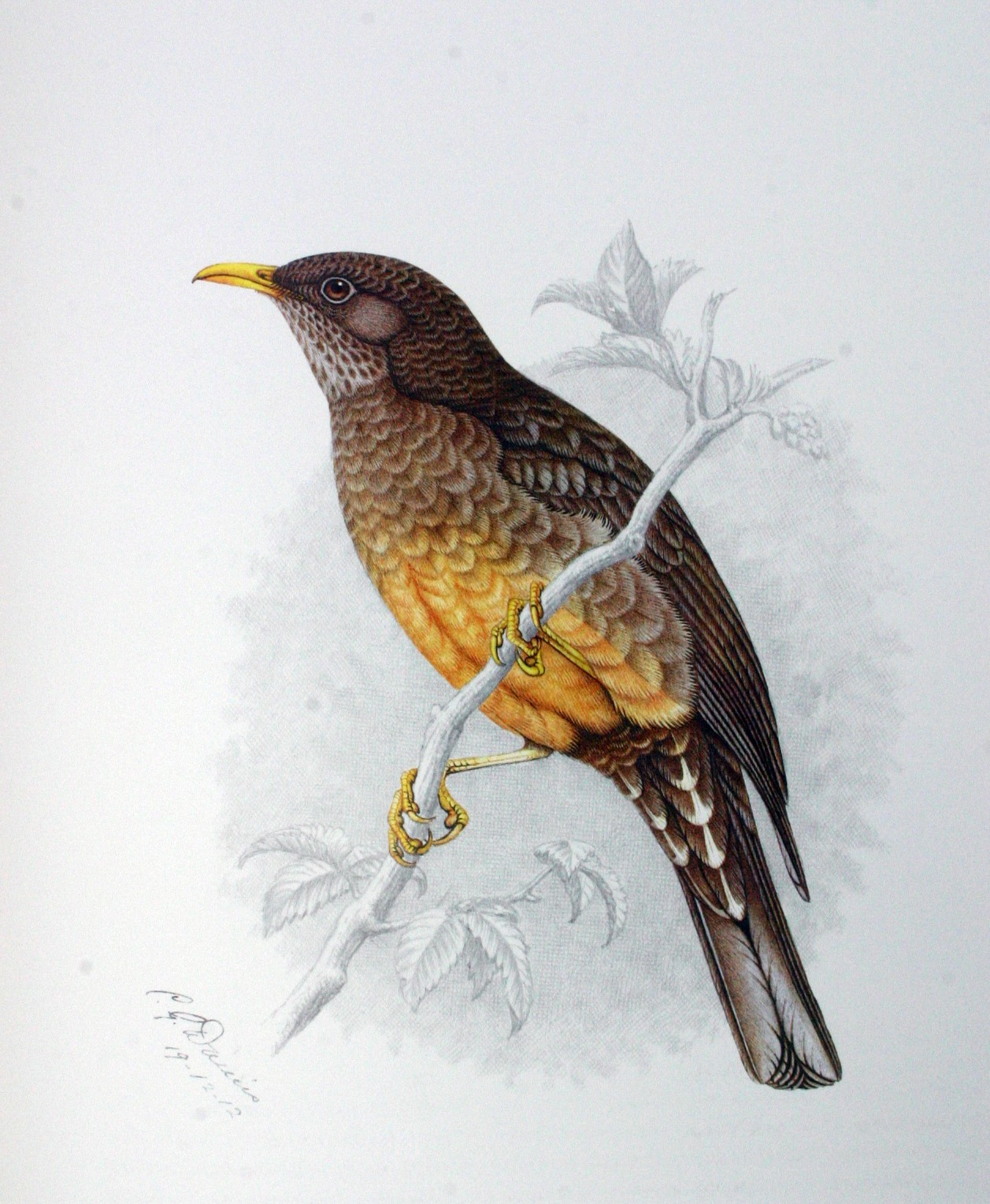
Tordo oliva
Turdus olivaceus

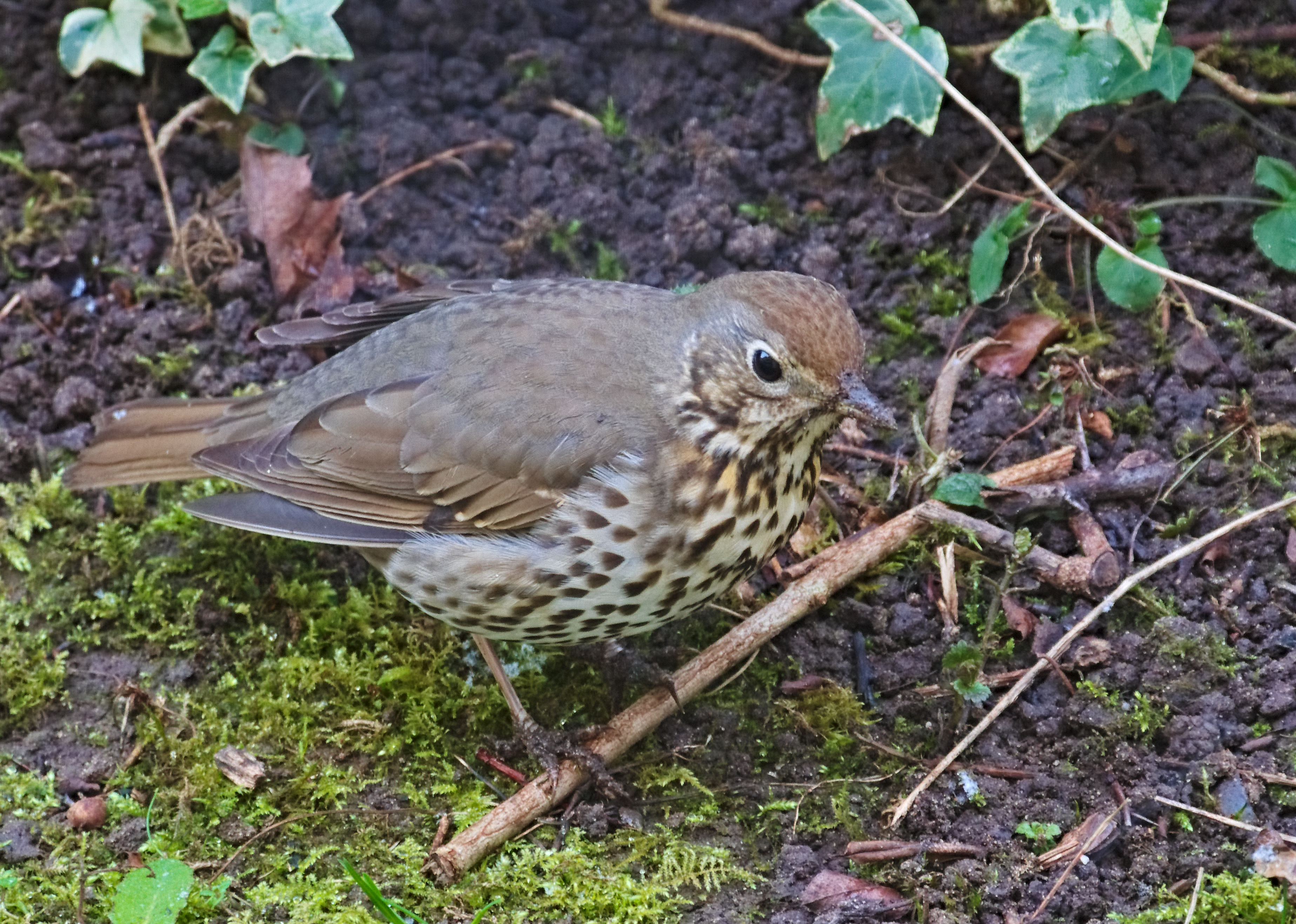
Tordo bottaccio
Turdus philomelos

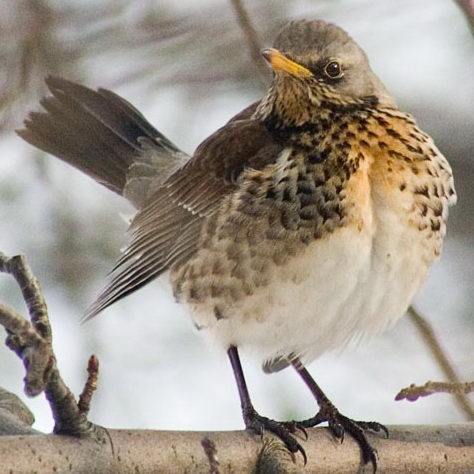
Cesena
Turdus pilaris

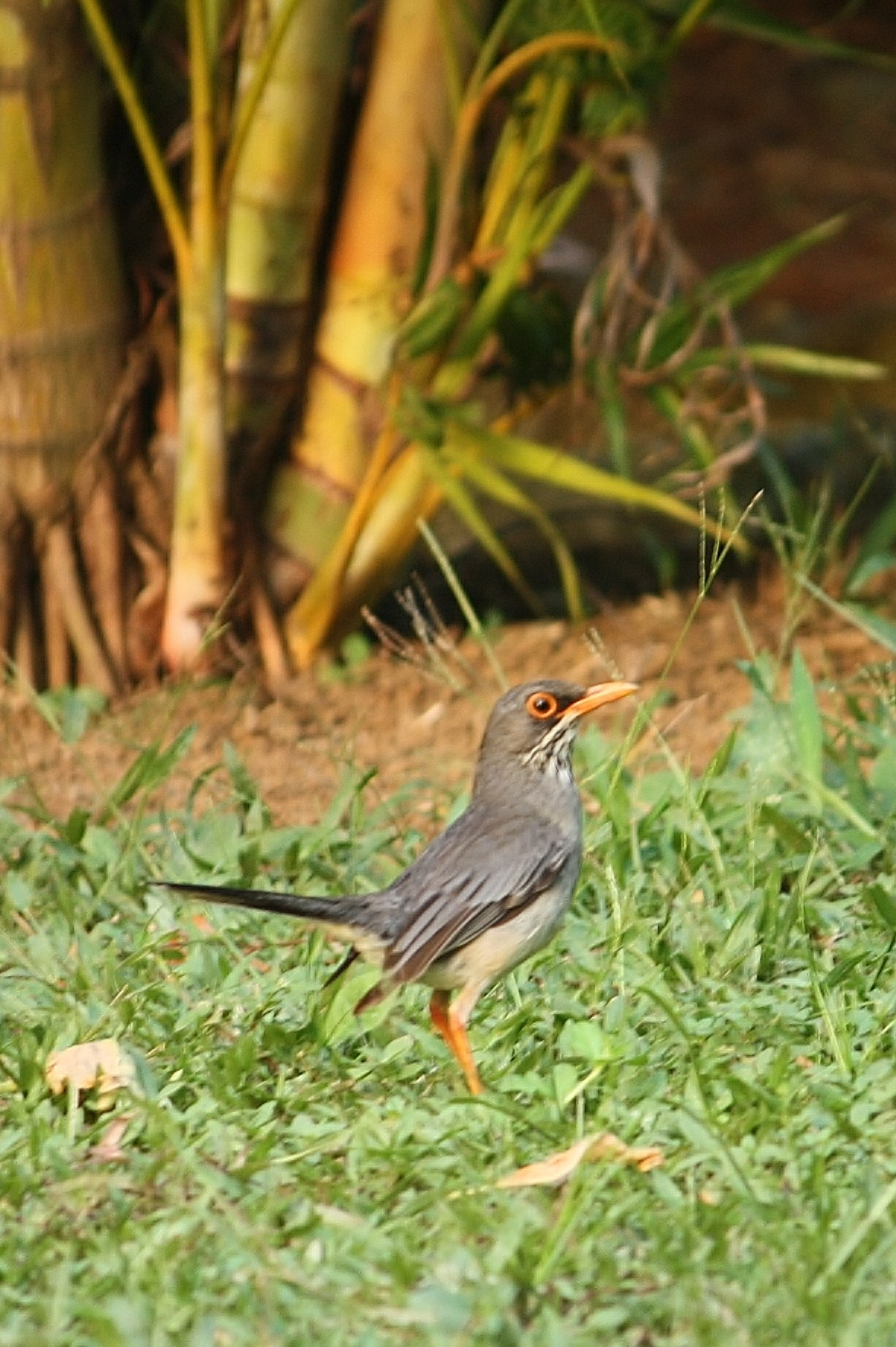
Tordo zamperosse
Turdus plumbeus

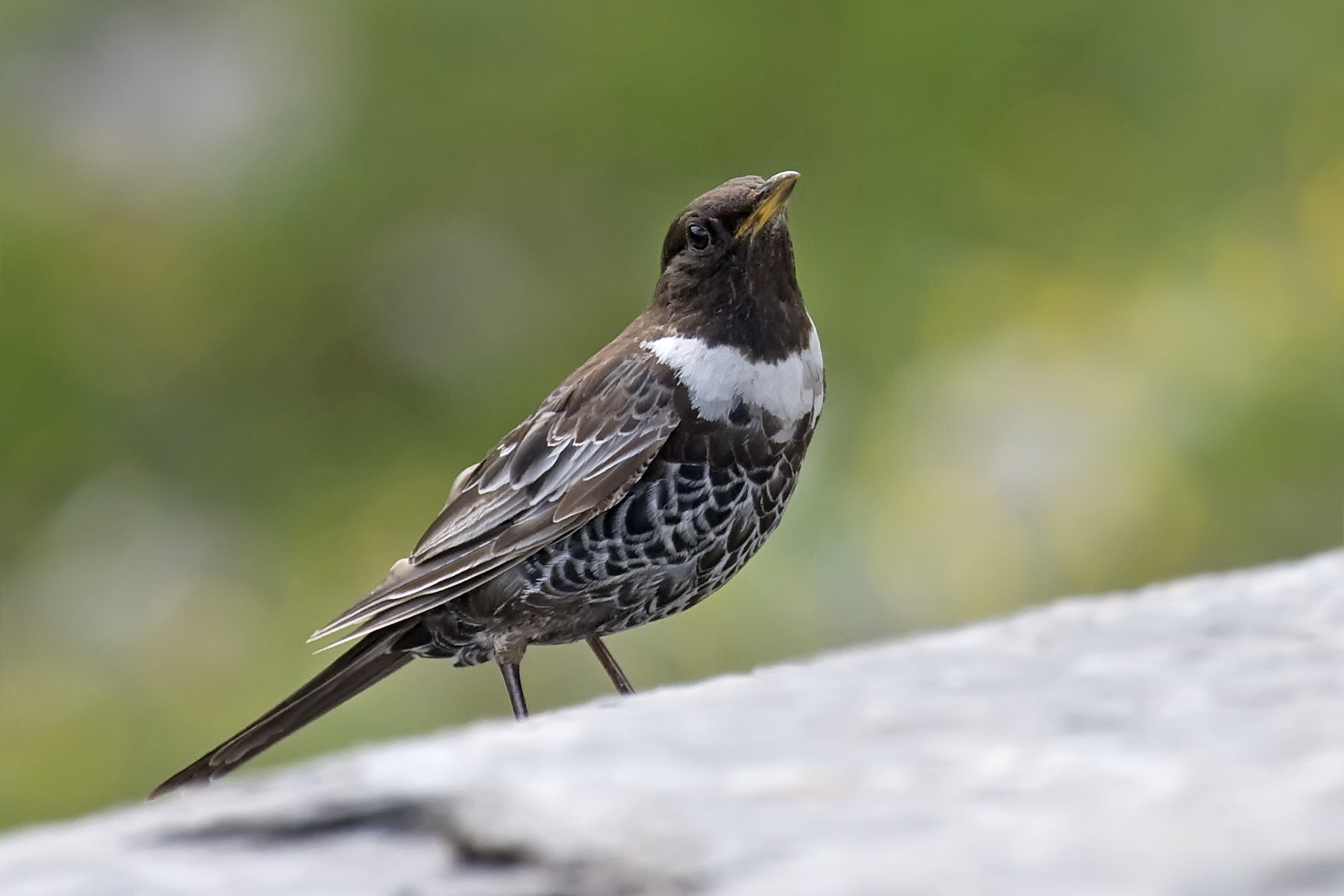
Merlo dal collare
Turdus torquatus

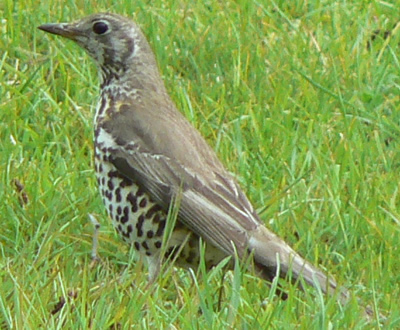
Tordela
Turdus viscivorus

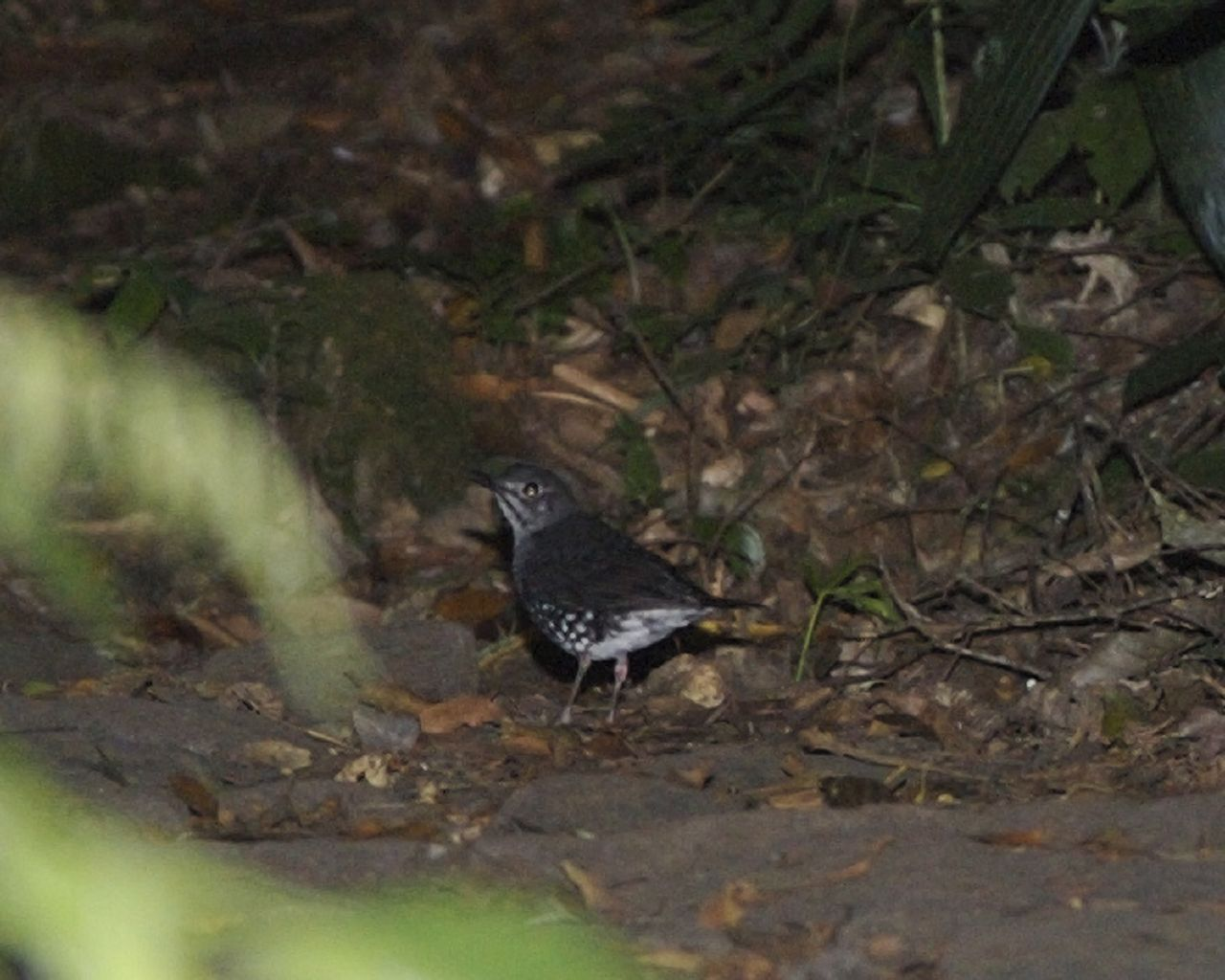
Tordo della Sonda
Zoothera andromedae

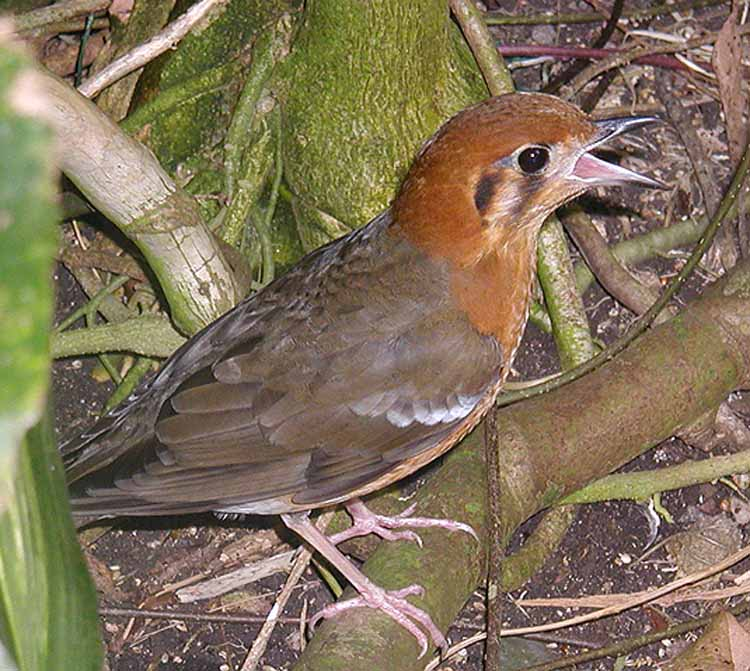
Tordo testarancio
Geokichla citrina

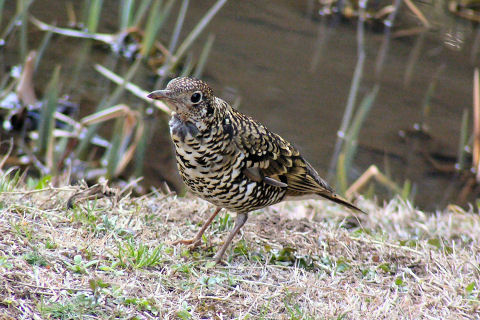
Tordo squamato eurasiatico
Zoothera dauma

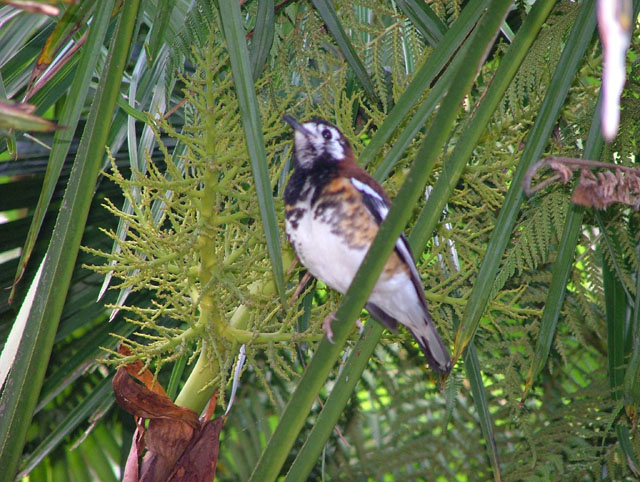
Tordo dorsocastano
Geokichla dohertyi

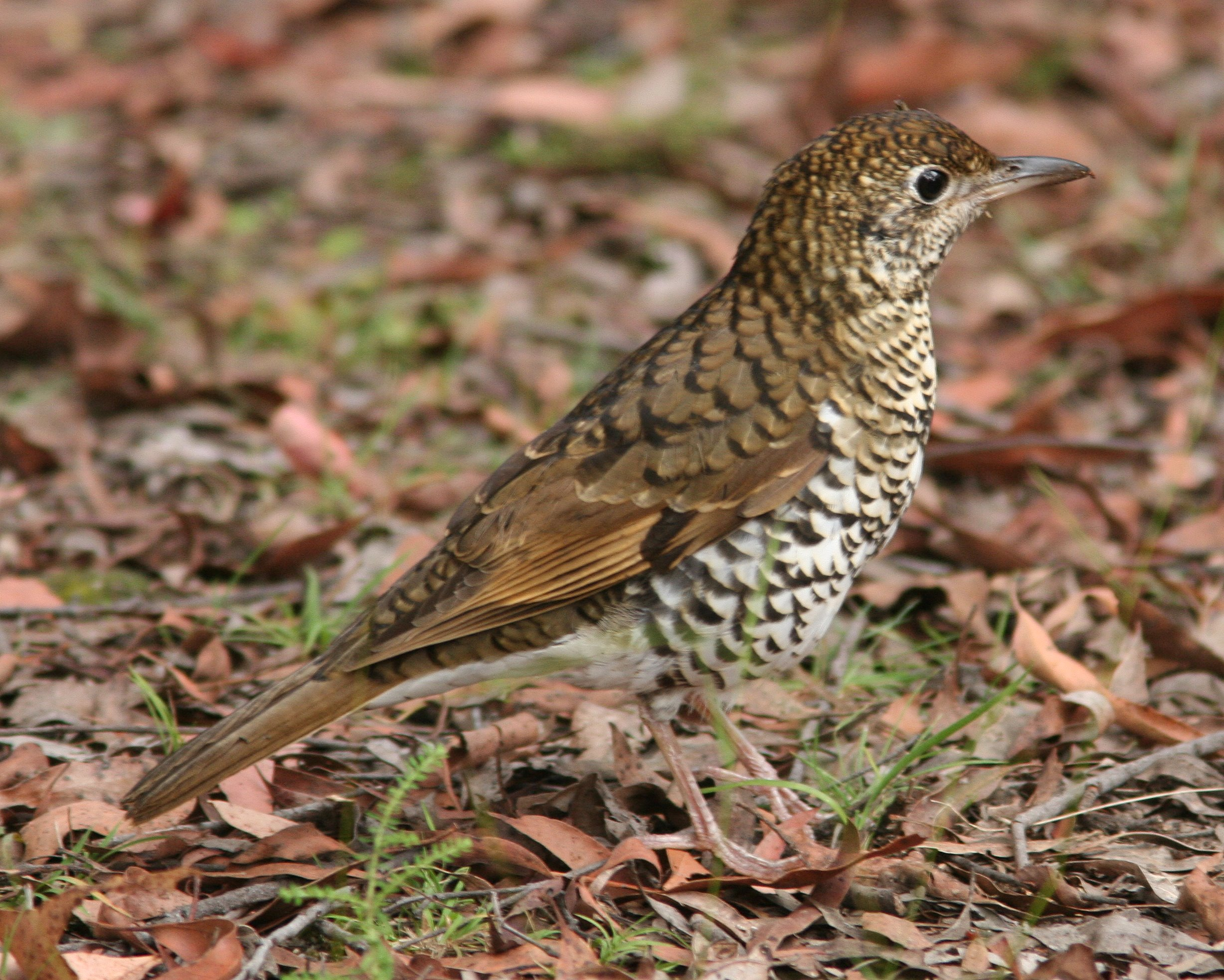
Tordo di Bass
Zoothera lunulata

I Turdidi comprendono 17 generi con 172 specie:
- Genere Neocossyphus
  - Neocossyphus rufus (Fischer e Reichenow, 1884) - tordo codarossa
  - Neocossyphus poensis (Strickland, 1844) - tordo codabianca
- Genere Stizorhina
  - Stizorhina finschi (Sharpe, 1870) - tordo di Finsch
  - Stizorhina fraseri (Strickland, 1844) - tordo di Fraser
- Genere Geokichla
  - Geokichla schistacea (A. B. Meyer, 1884) - tordo dorsoardesia
  - Geokichla dumasi (Rothschild, 1899) - tordo delle Molucche
  - Geokichla joiceyi (Rothschild e Hartert, 1921) - tordo di Seram
  - Geokichla interpres (Temminck, 1828) - tordo capocastano
  - Geokichla leucolaema (Salvadori, 1892) - tordo di Enggano
  - Geokichla erythronota (P. L. Sclater, 1859) - tordo dorsorosso
  - Geokichla mendeni (Neumann, 1939) - tordo bianco e nero
  - Geokichla dohertyi (Hartert, 1896) - tordo dorsocastano
  - Geokichla wardii (Blyth, 1843) - tordo di Ward
  - Geokichla cinerea (Bourns e Worcester, 1894) - tordo cenerino
  - Geokichla peronii (Vieillot, 1818) - tordo di Peron
  - Geokichla citrina (Latham, 1790) - tordo testa aranciata
  - Geokichla sibirica (Pallas, 1776) - tordo siberiano
  - Geokichla piaggiae (Bouvier, 1877) - tordo abissino
  - Geokichla crossleyi (Sharpe, 1871) - tordo di Crossley
  - Geokichla gurneyi (Hartlaub, 1864) - tordo di Gurney
  - Geokichla oberlaenderi (Sassi, 1914) - tordo di Oberländer
  - Geokichla camaronensis (Sharpe, 1905) - tordo del Camerun
  - Geokichla princei (Sharpe, 1874) - tordo di Prince
  - Geokichla guttata (Vigors, 1831) - tordo maculato
  - Geokichla spiloptera (Blyth, 1847) - tordo alimacchiate
- Genere Zoothera
  - Zoothera heinrichi Stresemann, 1931 - tordo geomalia
  - Zoothera everetti (Sharpe, 1892) - tordo di Everett
  - Zoothera andromedae (Temminck, 1826) - tordo della Sonda
  - Zoothera mollissima (Blyth, 1842) - tordo di montagna
  - Zoothera griseiceps (Delacour, 1930) - tordo del Sichuan
  - Zoothera salimalii Alström, Rasmussen, Zhao, Xu, Dalvi, Cai, Guan, Zhang, R, Kalyakin, Lei e Olsson, 2016 - tordo dell'Himalaya
  - Zoothera dixoni (Seebohm, 1881) - tordo di Dixon
  - Zoothera aurea (Holandre, 1825) - tordo di White
  - Zoothera major (Ogawa, 1905) - tordo di Amami
  - Zoothera dauma (Latham, 1790) - tordo dorato
  - Zoothera terrestris (Kittlitz, 1831) † - tordo delle Bonin
  - Zoothera neilgherriensis (Blyth, 1847) - tordo del Nilgiri
  - Zoothera imbricata E. L. Layard, 1854 - tordo di Sri Lanka
  - Zoothera machiki (H. O. Forbes, 1883) - tordo dorato di Tanimbar
  - Zoothera heinei (Cabanis, 1850) - tordo dorato del Queensland
  - Zoothera lunulata (Latham, 1801) - tordo dorato di Bass
  - Zoothera talaseae (Rothschild e Hartert, 1926) - tordo delle Bismarck
  - Zoothera margaretae (Mayr, 1935) - tordo di San Cristobal
  - Zoothera turipavae Cain e Galbraith, 1955 - tordo di Guadalcanal
  - Zoothera monticola Vigors, 1832 - tordo beccolungo maggiore
  - Zoothera marginata Blyth, 1847 - tordo beccolungo minore
- Genere Ixoreus
  - Ixoreus naevius (J. F. Gmelin, 1789) - tordo vario
- Genere Ridgwayia
  - Ridgwayia pinicola (P. L. Sclater, 1859) - tordo azteco
- Genere Cataponera
  - Cataponera turdoides Hartert, 1896 - tordo cataponera
- Genere Grandala
  - Grandala coelicolor Hodgson, 1843 - grandala di Hodgson
- Genere Sialia
  - Sialia sialis (Linnaeus, 1758) - uccello azzurro orientale
  - Sialia mexicana Swainson, 1832 - uccello azzurro occidentale
  - Sialia currucoides Bechstein, 1798 - uccello azzurro montano
- Genere Myadestes
  - Myadestes obscurus (J. F. Gmelin, 1789) - ʻōmaʻo
  - Myadestes myadestinus (Stejneger, 1887) † - kāmaʻo
  - Myadestes palmeri (Rothschild, 1893) - puaiohi
  - Myadestes lanaiensis (Wilson, 1891) - olomaʻo
  - Myadestes townsendi (Audubon, 1838) - tordo solitario di Townsend
  - Myadestes occidentalis Stejneger, 1882 - tordo solitario dorsobruno
  - Myadestes elisabeth (Lembeye, 1850) - tordo solitario di Cuba
  - Myadestes genibarbis Swainson, 1838 - tordo solitario golarossa
  - Myadestes melanops Salvin, 1865 - tordo solitario faccianera
  - Myadestes coloratus Nelson, 1912 - tordo solitario variegato
  - Myadestes ralloides (d'Orbigny, 1840) - tordo solitario delle Ande
  - Myadestes unicolor Sclater, 1857 - tordo solitario ardesia
- Genere Cichlopsis
  - Cichlopsis leucogenys Cabanis, 1850 - tordo solitario bruno
- Genere Catharus
  - Catharus gracilirostris Salvin, 1865 - tordo usignolo beccofine
  - Catharus aurantiirostris (Hartlaub, 1850) - tordo usignolo beccoarancio
  - Catharus fuscater (Lafresnaye, 1845) - tordo usignolo dorsoardesia
  - Catharus occidentalis Sclater, 1859 - tordo usignolo rossiccio
  - Catharus frantzii Cabanis, 1861 - tordo usignolo di Frantzius
  - Catharus mexicanus (Bonaparte, 1856) - tordo usignolo testanera
  - Catharus dryas (Gould, 1855) - tordo usignolo di Gould
  - Catharus maculatus (P. L. Sclater, 1858) - tordo usignolo di Sclater
  - Catharus fuscescens (Stephens, 1817) - veery
  - Catharus minimus (Lafresnaye, 1848) - tordo nano
  - Catharus bicknelli (Ridgway, 1882) - tordo di Bicknell
  - Catharus ustulatus (Nuttall, 1840) - tordo di Swainson
  - Catharus guttatus (Pallas, 1811) - tordo eremita
- Genere Hylocichla
  - Hylocichla mustelina J. F. (Gmelin, 1789) - tordo dei boschi
- Genere Entomodestes
  - Entomodestes coracinus (Berlepsch, 1897) - tordo solitario nero
  - Entomodestes leucotis (Tschudi, 1844) - tordo solitario orecchie bianche
- Genere Turdus
  - Turdus litsitsirupa (Smith, 1836) - tordo grattaterra
  - Turdus flavipes Vieillot, 1818 - tordo zampegialle
  - Turdus leucops Taczanowski, 1877 - tordo occhibianchi
  - Turdus pelios Bonaparte, 1850 - tordo africano
  - Turdus tephronotus Cabanis, 1878 - tordo occhinudi africano
  - Turdus libonyana (A. Smith, 1836) - tordo del Kurrichane
  - Turdus olivaceofuscus Hartlaub, 1852 - tordo di São Tomé
  - Turdus xanthorhynchus Salvadori, 1901 - tordo di Príncipe
  - Turdus olivaceus Linnaeus, 1766 - tordo oliva
  - Turdus roehli Reichenow, 1905 - tordo dell'Usambara
  - Turdus abyssinicus J. F. Gmelin, 1789 - tordo dell'Abissinia
  - Turdus smithi Bonaparte, 1850 - tordo del Karoo
  - Turdus ludoviciae (Phillips, 1895) - tordo della Somalia
  - Turdus helleri (Mearns, 1913) - tordo dei Taita
  - Turdus menachensis Ogilvie-Grant, 1913 - tordo dello Yemen
  - Turdus bewsheri E. Newton, 1877 - tordo delle Comore
  - Turdus hortulorum P. L. Sclater, 1863 - tordo dorsogrigio
  - Turdus unicolor Tickell, 1833 - tordo di Tickell
  - Turdus dissimilis Blyth, 1847 - tordo pettonero
  - Turdus cardis Temminck, 1831 - tordo grigio giapponese
  - Turdus albocinctus Royle, 1840 - merlo dal collare orientale
  - Turdus torquatus Linnaeus, 1758 - merlo dal collare
  - Turdus boulboul (Latham, 1790) - merlo aligrigie
  - Turdus merula Linnaeus, 1758 - merlo
  - Turdus mandarinus Bonaparte, 1850 - merlo cinese
  - Turdus maximus (Seebohm, 1881) - merlo tibetano
  - Turdus simillimus Jerdon, 1839 - merlo indiano
  - Turdus poliocephalus Latham, 1802 - tordo isolano
  - Turdus rubrocanus J. E. Gray e G. R. Gray, 1847 - tordo testagrigia
  - Turdus kessleri (Przewalski, 1876) - tordo di Kessler
  - Turdus feae (Salvadori, 1887) - tordo di Fea
  - Turdus obscurus J. F. Gmelin, 1789 - tordo oscuro
  - Turdus pallidus J. F. Gmelin, 1789 - tordo pallido
  - Turdus chrysolaus Temminck, 1832 - tordo beccorosso
  - Turdus celaenops Stejneger, 1887 - tordo delle Sette Isole
  - Turdus atrogularis Jarocki, 1819 - tordo golanera
  - Turdus ruficollis Pallas, 1776 - tordo golarossa
  - Turdus naumanni Temminck, 1820 - cesena fosca
  - Turdus eunomus Temminck, 1831 - tordo scuro
  - Turdus pilaris Linnaeus, 1758 - cesena
  - Turdus iliacus Linnaeus, 1766 - tordo sassello
  - Turdus philomelos C. L. Brehm, 1831 - tordo bottaccio
  - Turdus mupinensis Laubmann, 1920 - tordo della Mongolia
  - Turdus viscivorus Linnaeus, 1758 - tordela
  - Turdus fuscater Lafresnaye e d'Orbigny, 1837 - tordo maggiore
  - Turdus chiguanco d'Orbigny e Lafresnaye, 1837 - tordo chiguanco
  - Turdus nigrescens Cabanis, 1861 - merlo occhigialli
  - Turdus infuscatus (Lafresnaye, 1844) - merlo fosco
  - Turdus serranus Tschudi, 1844 - merlo splendente
  - Turdus nigriceps Cabanis, 1874 - tordo testanera
  - Turdus subalaris (Seebohm, 1887) - tordo di Behn
  - Turdus reevei Lawrence, 1870 - tordo di Reeve
  - Turdus olivater (Lafresnaye, 1848) - tordo dal cappuccio nero
  - Turdus maranonicus Taczanowski, 1880 - tordo del Maranon
  - Turdus fulviventris P. L. Sclater, 1857 - tordo ventrecastano
  - Turdus rufiventris Vieillot, 1818 - tordo rufiventre
  - Turdus falcklandii Quoy e Gaimard, 1824 - tordo australe
  - Turdus leucomelas Vieillot, 1818 - tordo pettochiaro
  - Turdus amaurochalinus Cabanis, 1851 - tordo ventrechiaro
  - Turdus plebejus Cabanis, 1861 - tordo plebeo
  - Turdus ignobilis P. L. Sclater, 1858 - tordo becconero
  - Turdus arthuri (C. Chubb, 1914) - tordo di Arthur
  - Turdus murinus Salvin, 1885 - tordo murino
  - Turdus lawrencii Coues, 1880 - tordo di Lawrence
  - Turdus fumigatus Lichtenstein, 1823 - tordo color cacao
  - Turdus obsoletus Lawrence, 1862 - tordo scolorito
  - Turdus hauxwelli Lawrence, 1869 - tordo di Hauxwell
  - Turdus haplochrous Todd, 1931 - tordo unicolore
  - Turdus grayi Bonaparte, 1838 - tordo di Gray
  - Turdus nudigenis Lafresnaye, 1848 - tordo occhinudi americano
  - Turdus sanchezorum O'Neill, Lane e Naka, 2011 - tordo della Varzea
  - Turdus maculirostris Berlepsch e Taczanowski, 1883 - tordo dell'Ecuador
  - Turdus jamaicensis J. F. Gmelin, 1789 - tordo della Giamaica
  - Turdus assimilis Cabanis, 1850 - tordo golabianca
  - Turdus daguae Berlepsch, 1897 - tordo di Dagua
  - Turdus albicollis Vieillot, 1818 - tordo collobianco
  - Turdus rufopalliatus Lafresnaye, 1840 - tordo dorsocastano
  - Turdus rufitorques Hartlaub, 1844 - tordo dal collare rossiccio
  - Turdus migratorius Linnaeus, 1766 - tordo migratore americano
  - Turdus swalesi (Wetmore, 1927) - tordo di La Selle
  - Turdus aurantius J. F. Gmelin, 1789 - tordo golabianca
  - Turdus ravidus (Cory, 1886) † - tordo di Grand Cayman
  - Turdus plumbeus Linnaeus, 1758 - tordo plumbeo
  - Turdus lherminieri Lafresnaye, 1844 - tordo di foresta
  - Turdus eremita (Gould, 1855) - tordo eremita
- Genere Cochoa
  - Cochoa purpurea Hodgson, 1836 - cochoa purpurea
  - Cochoa viridis Hodgson, 1836 - cochoa verde
  - Cochoa beccarii Salvadori, 1879 - cochoa di Beccari
  - Cochoa azurea (Temminck, 1824) - cochoa di Giava
- Genere Chlamydochaera
  - Chlamydochaera jefferyi Sharpe, 1887 - tordo di Jeffery

## Gastronomia
Il tordo può essere cacciato nei modi e tempi stabiliti dalla legge statale italiana. La carne di tordo è apprezzata dai buongustai, che la consumano in vario modo. Le ricette italiane sono tante e tradizionali in tutte le regioni.